# Hyundai Merchant Marine

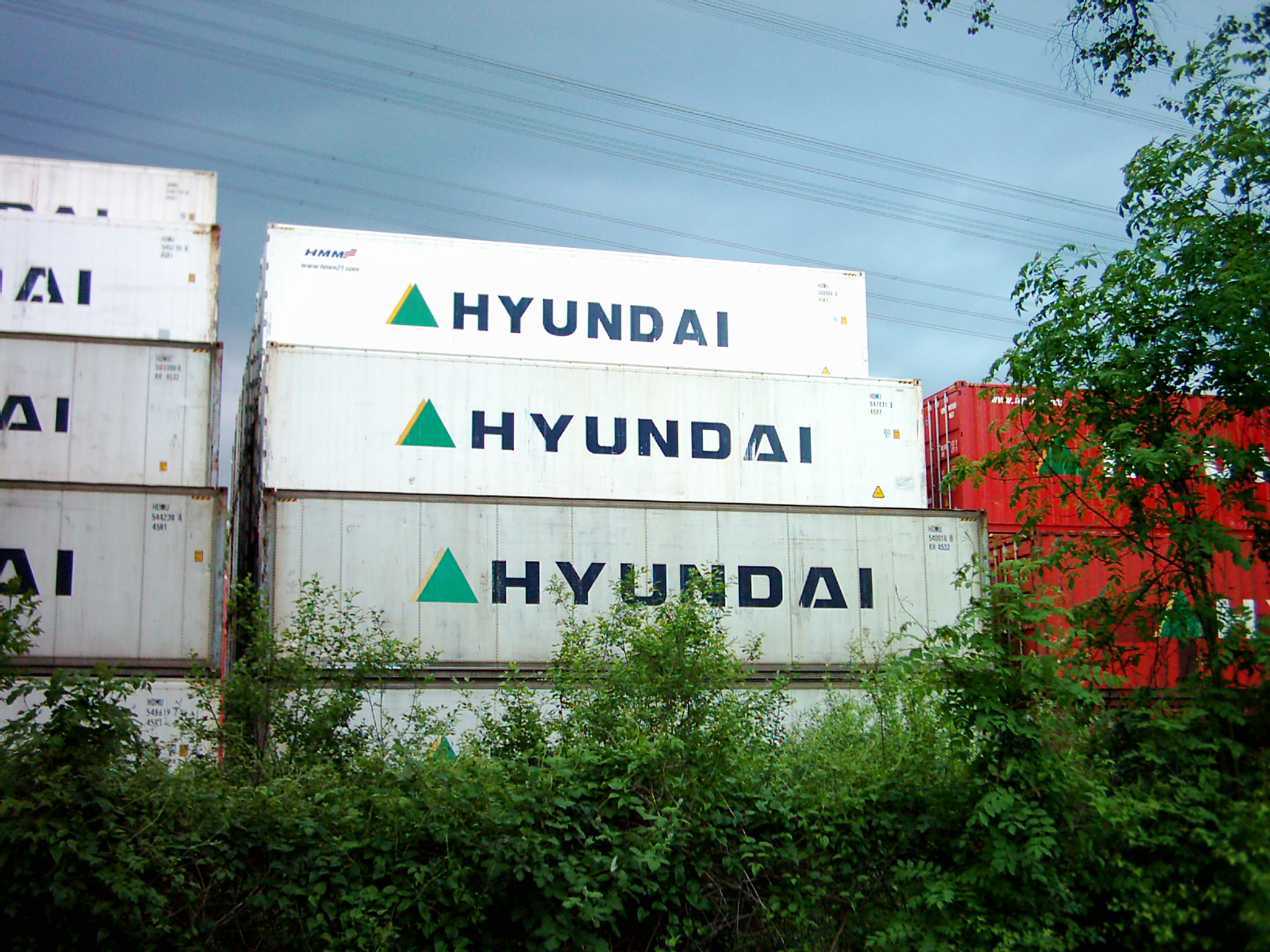
Conteneurs Hyundai en Allemagne.

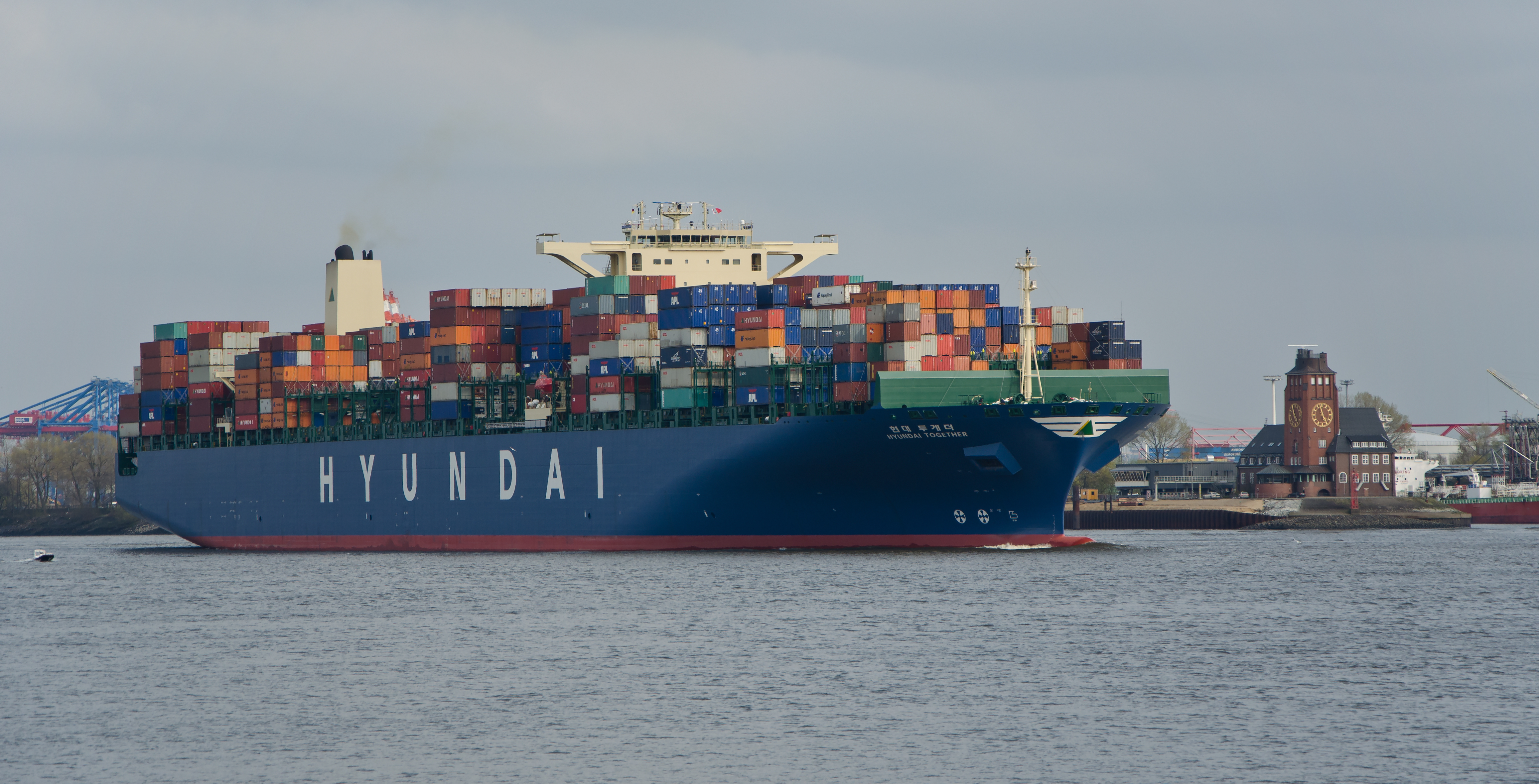
Le Hyundai Together sur l'Elbe au niveau de Hambourg

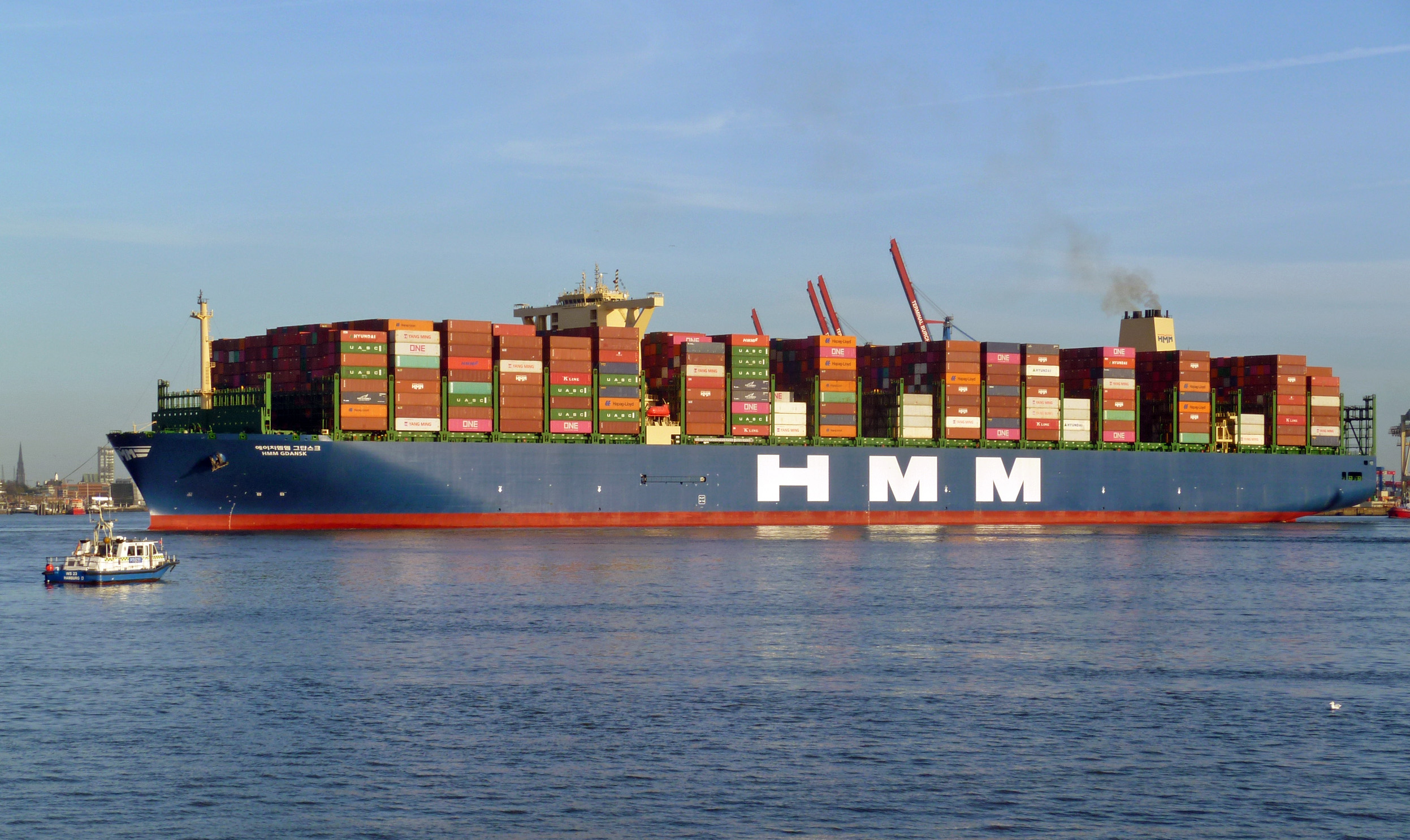
HMM Oslo (24,000 TEU) 2020 sur l'Elbe

HMM est une entreprise de transport maritime sud-coréenne.
Hyundai Merchant Marine (HMM), dont le siège est à Séoul, en Corée du Sud, est une société de logistique mondiale. La compagnie de transport, fondée en 1976, propose des services tels que le transport de conteneurs, de vrac ou de GPL. En outre, la société exploite des terminaux à conteneurs dans le monde entier. HMM possède plus de 70 bureaux sur les cinq continents. En France, le groupe a des bureaux à Marseille et au Havre.
Au 1er juin 2018, la société était la douzième plus grande entreprise de transport de conteneurs au monde, exploitant 65 navires Porte-conteneurs d’une capacité d’environ 458 247 EVP.
Hyundai Merchant Marine appartient au conglomérat coréen Hyundai Group.

## Histoire

### Années 1970
Hyundai Merchant Marine a été fondée au printemps 1976 en tant que marine marchande pour l’Asie. La compagnie a démarré ses opérations avec trois pétroliers. Les premières années ont été marquées par une période d'instabilité politique, principalement par les activités de la société mère Hyundai Group. Ainsi, ce n’est qu’en 1979 que le premier service de transport de conteneurs s’est établi.

### Années 1980
La montée en puissance de la société a commencé dans les années 1980. La compagnie de transport a acheté des vraquiers et le premier navire coréen ro-ro. En outre, l'expansion des itinéraires de porte-conteneurs vers l'Amérique du Nord a suivi. À partir d'août 1982, la société du groupe porte le nom de Hyundai Merchant Marine. Au cours de son expansion, la compagnie de navigation a acquis de manière répétée des concurrents, renforçant ainsi sa propre position sur le marché. En 1988, la société a fusionné avec la Korea Marine Transport Corporation.

### Années 1990
À partir de 1990, la compagnie de transport est devenue une entreprise de logistique internationale en s'implantant entre autres aux États-Unis pour le transport de conteneurs des ports à l’arrière-pays et proposer des services réguliers pour la première fois en Asie.
En 1994, la compagnie maritime s'est lancée dans le transport de gaz naturel liquéfié.
En 1996, le premier terminal à conteneurs a été ouvert à Kaohsiung, à Taïwan, et ne traite que les navires de la compagnie.
À partir de 1997, la compagnie de navigation a conclu une alliance majeure avec APL (American President Lines) et le japonais MOL (Mitsui O.S.K. Lines) pour former "New World Alliance", ce qui lui a permis de desservir de nombreux grands ports.

### À partir de 2000
Avec le début du nouveau millénaire, la Hyundai Merchant Marine a commencé à moderniser et à élargir sa flotte existante.
En 2011, HMM a commandé pour la première fois des porte-conteneurs d'une capacité supérieure à 10 000 EVP. La Société a rejoint l’alliance G6.
En 2017, à la suite de l'éclatement de l’alliance G6, Hyundai se rapproche des deux partenaires de l’alliance 2M,  Maersk Line et MSC, mais n’obtient qu’un accord de partenariat minoritaire.
En 2020, la société termine son partenariat avec 2M et va rejoindre THE Alliance, composée de Hapag-Lloyd, ONE et  Yang Ming. Hyundai va recevoir la livraison de 12 porte-conteneurs de 23.000 EVP de capacité, qui seront déployés entre l'Asie et l'Europe du Nord.